# 阿涅
阿涅，是西班牙卡斯蒂利亚-莱昂塞戈维亚省的一个市镇。 总面积12平方公里，总人口126人（2001年），人口密度11人/平方公里。